# Aricia supracuneata
Aricia supracuneata är en fjärilsart som beskrevs av Barend J. Lempke 1955. Aricia supracuneata ingår i släktet Aricia och familjen juvelvingar. Inga underarter finns listade i Catalogue of Life.